# Wilson Carpintero
Wilson Carpintero (Tubará, Atlántico, Colombia; 15 de septiembre de 1977) es un exfutbolista colombiano que jugó en la posición de delantero. Actualmente dirige al equipo sub-17 de las Divisiones menores del Deportes Quindío.

## Trayectoria
Se dio a conocer en el FPC con el Independiente Medellín donde debutó como profesional en 1998, fue hasta que llegó al Atlético Bucaramanga en 2002 donde inicia su racha goleadora en la 'ciudad bonita' logra anotar 37 goles entre febrero de 2002 y noviembre del 2004 jugando 103 partidos, esto le valió para ir a micro ciclos de Selección Colombia en ese  momento comandada por Pacho Maturana.
Su única experiencia en el fútbol internacional la tuvo con el Caracas FC del balompié Venezolano en donde juega 88 partidos y anota 30 goles en 2 temporadas (24 goles fueron por liga y 6 en la Copa Libertadores).
Regresa a Colombia a jugar con La Equidad donde destaca durante 3 temporadas convirtiendo 34 goles en 120 partidos, además de celebrar la Copa Colombia 2008. Para 2010 ficha con el 'doblemente glorioso' Cúcuta Deportivo donde siguió en racha anotando 17 goles, estos registros llamaron la atención del equipo Millonarios donde deciden darle una segunda oportunidad tras su corto paso por el Apertura 2005: si bien en materia goleadora no obtuvo los resultados esperados, disputaría 39 partidos y consiguió la Copa Colombia 2011.
Luego pasaría sin mayor trascendencia por el Envigado F. C. y Patriotas, a mediados del 2013 ficha en la Primera B con el Deportes Quindío donde se reinvento retomando su nivel anotando varios goles (29) y siendo importante para el club, para el Apertura 2017 el recién ascendido Tigres de Soacha lo ficha por 6 meses y regresa al Deportes Quindío donde se retira en 2018.
Su celebración tras marcar goles es icónica en Colombia. Haciendo honor a su apellido, se acercaba a uno de los verticales del arco que había vencido, y tomando el poste con las dos manos, hacía el ademán de estar picoteándolo, como lo hacen los pájaros carpinteros. Una de sus grandes virtudes fue su capacidad para definir de cabeza.

## Clubes

### Como jugador
| Club                   | País      | Año         |
| ---------------------- | --------- | ----------- |
| Independiente Medellín | Colombia  | 1998 - 1999 |
| Deportivo Antioquia    | Colombia  | 2000        |
| Deportivo Pasto        | Colombia  | 2001        |
| Atlético Bucaramanga   | Colombia  | 2002 - 2004 |
| Junior                 | Colombia  | 2004        |
| Millonarios            | Colombia  | 2005        |
| Caracas                | Venezuela | 2005 - 2007 |
| La Equidad             | Colombia  | 2007 - 2009 |
| Cúcuta Deportivo       | Colombia  | 2010        |
| Millonarios            | Colombia  | 2011        |
| Envigado F. C.         | Colombia  | 2012        |
| Patriotas Boyacá       | Colombia  | 2012 - 2013 |
| Deportes Quindío       | Colombia  | 2013 - 2016 |
| Tigres                 | Colombia  | 2017        |
| Deportes Quindío       | Colombia  | 2017 - 2018 |

### Como entrenador
| Club                 | País     | Año  |
| -------------------- | -------- | ---- |
| Deportes Quindío U20 | Colombia | 2024 |

## Estadísticas
Actualizado el 1 de septiembre de 2018.
| Club                              | Temporada           | Liga  | Liga  | Copas | Copas | Internacional | Internacional | Total | Total |
| Club                              | Temporada           | Part. | Goles | Part. | Goles | Part.         | Goles         | Part. | Goles |
| --------------------------------- | ------------------- | ----- | ----- | ----- | ----- | ------------- | ------------- | ----- | ----- |
| Independiente Medellín · Colombia | 1998/99             | 23    | 3     | —     | —     | —             | —             | 23    | 3     |
| Independiente Medellín · Colombia | Total club          | 23    | 3     | —     | —     | —             | —             | 23    | 3     |
| Deportivo Antioquia · Colombia    | 2000                | 13    | 3     | —     | —     | —             | —             | 13    | 3     |
| Deportivo Antioquia · Colombia    | Total club          | 13    | 3     | —     | —     | —             | —             | 13    | 3     |
| Deportivo Pasto · Colombia        | 2001                | 7     | 0     | —     | —     | —             | —             | 7     | 0     |
| Deportivo Pasto · Colombia        | Total club          | 7     | 0     | —     | —     | —             | —             | 7     | 0     |
| Atlético Bucaramanga · Colombia   | 2002/04             | 128   | 36    | —     | —     | —             | —             | 128   | 36    |
| Atlético Bucaramanga · Colombia   | Total club          | 128   | 36    | —     | —     | —             | —             | 128   | 36    |
| Junior · Colombia                 | 2004                | 13    | 5     | —     | —     | 7             | 0             | 20    | 5     |
| Junior · Colombia                 | Total club          | 13    | 5     | —     | —     | 7             | 0             | 20    | 5     |
| Caracas · Venezuela               | 2005/07             | 69    | 24    | —     | —     | 19            | 6             | 88    | 30    |
| Caracas · Venezuela               | Total club          | 69    | 24    | —     | —     | 19            | 6             | 88    | 30    |
| La Equidad · Colombia             | 2007                | 23    | 6     | —     | —     | —             | —             | 23    | 6     |
| La Equidad · Colombia             | 2008                | 45    | 16    | 7     | 4     | —             | —             | 52    | 20    |
| La Equidad · Colombia             | 2009                | 39    | 8     | 4     | 0     | 2             | 0             | 45    | 8     |
| La Equidad · Colombia             | Total club          | 107   | 30    | 11    | 4     | 2             | 0             | 120   | 34    |
| Cúcuta Deportivo · Colombia       | 2010                | 40    | 17    | 2     | 2     | —             | —             | 42    | 17    |
| Cúcuta Deportivo · Colombia       | Total club          | 40    | 17    | 2     | 2     | —             | —             | 42    | 17    |
| Millonarios · Colombia            | 2005                | 16    | 4     | —     | —     | —             | —             | 16    | 4     |
| Millonarios · Colombia            | 2011                | 31    | 5     | 8     | 2     | —             | —             | 39    | 7     |
| Millonarios · Colombia            | Total club          | 47    | 9     | 8     | 2     | —             | —             | 55    | 11    |
| Envigado F. C. · Colombia         | 2012                | 17    | 1     | 6     | 2     | —             | —             | 23    | 3     |
| Envigado F. C. · Colombia         | Total club          | 17    | 1     | 6     | 2     | —             | —             | 23    | 3     |
| Patriotas Boyacá · Colombia       | 2012                | 15    | 0     | 0     | 0     | —             | —             | 15    | 0     |
| Patriotas Boyacá · Colombia       | 2013                | 11    | 0     | 6     | 1     | —             | —             | 17    | 1     |
| Patriotas Boyacá · Colombia       | Total club          | 26    | 0     | 6     | 1     | —             | —             | 32    | 1     |
| Tigres · Colombia                 | 2017                | 16    | 1     | 2     | 1     | —             | —             | 18    | 2     |
| Tigres · Colombia                 | Total club          | 16    | 1     | 2     | 1     | —             | —             | 18    | 2     |
| Deportes Quindío · Colombia       | 2013                | 14    | 4     | 3     | 0     | —             | —             | 17    | 4     |
| Deportes Quindío · Colombia       | 2014                | 45    | 13    | 14    | 5     | —             | —             | 59    | 18    |
| Deportes Quindío · Colombia       | 2015                | 25    | 6     | 3     | 2     | —             | —             | 28    | 8     |
| Deportes Quindío · Colombia       | 2016                | 26    | 8     | 4     | 1     | —             | —             | 30    | 9     |
| Deportes Quindío · Colombia       | 2017                | 12    | 3     | 0     | 0     | —             | —             | 12    | 3     |
| Deportes Quindío · Colombia       | 2018                | 20    | 1     | 7     | 2     | —             | —             | 27    | 3     |
| Deportes Quindío · Colombia       | Total club          | 142   | 35    | 31    | 10    | —             | —             | 174   | 45    |
| Total en su carrera               | Total en su carrera | 649   | 164   | 66    | 22    | 28            | 6             | 742   | 192   |

### Resumen estadístico
| Competición           | Partidos | Goles | Promedio Goleador |
| --------------------- | -------- | ----- | ----------------- |
| Liga                  | 649      | 164   | 0.26              |
| Copas nacionales      | 66       | 22    | 0.35              |
| Copas internacionales | 28       | 6     | 0.21              |
| Selección Colombia    | 1        | 0     | 0.00              |
| Total en su carrera   | 744      | 192   | 0.27              |

## Palmarés

### Campeonatos nacionales
| Título                        | Club        | País      | Año     |
| ----------------------------- | ----------- | --------- | ------- |
| Torneo Finalización           | Junior      | Colombia  | 2004    |
| Primera División de Venezuela | Caracas     | Venezuela | 2006/07 |
| Copa Colombia                 | La Equidad  | Colombia  | 2008    |
| Copa Colombia                 | Millonarios | Colombia  | 2011    |